# پلاک وسایل نقلیه در لسوتو
لسوتو از ساکنان خود می‌خواهد که وسایل نقلیهٔ موتوری خود را ثبت کرده و آن‌ها را به پلاک خودرو مجهز کنند.

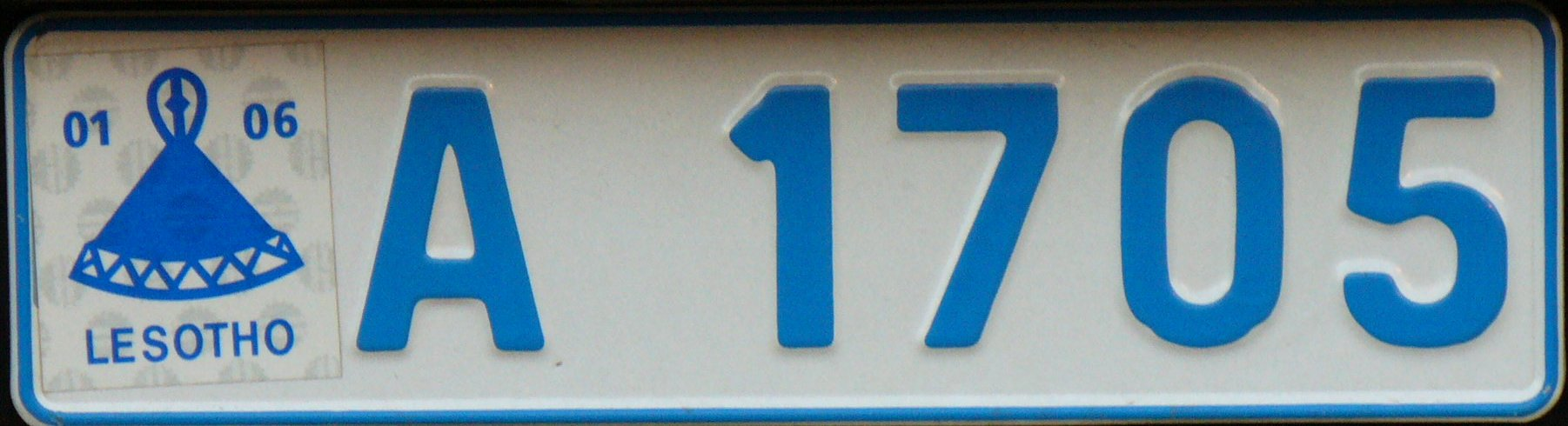
پلاک وسیلهٔ نقلیه در لسوتو به‌همراه برچسب موکوروتلو

پلاک‌های وسایل نقلیه خصوصی به‌رنگ آبی بر زمینه سفید هستند، در حالی که پلاک خودروهای دولتی به‌رنگ قرمز بر زمینه سفید هستند. این پلاک‌ها معمولاً از یک یا دو حرف و چهار عدد تشکیل شده‌اند. پلاک‌های دیپلماتیک نیز آبی بر سفید هستند، اما حروف «CD» روی آن‌ها درج می‌شود.
| سبک پلاک‌ها | A 1234 | A 1234 |

یک برچسب با نماد موکوروتلو، که همرنگ با رنگ نوشته‌های پلاک است، بر روی پلاک چسبانده می‌شود و نشان‌دهندهٔ اعتبار پنج‌سالهٔ آن است.
پلاک‌های مخصوص نمایندگی نیز قرمز بر سفید هستند، اما از قالب A 1234 پیروی نمی‌کنند و فاقد برچسب موکوروثلو هستند.
پیش از سال ۱۹۷۹، پلاک‌های وسایل نقلیهٔ شخصی به‌رنگ سفید بر زمینهٔ سیاه بودند و یک حرف «L» در ابتدای آن‌ها قرار می‌گرفت که مخفف Lesotho بود.
| سبک پیش از ۱۹۷۹ | LA 1234 |

## پادشاهی لسوتو

### کدهای پلاک پس از استقلال
هر منطقه از لسوتو دارای کد مخصوص خود برای پلاک وسایل نقلیه است:
- LA – ماسرو (پایتخت)
- LB – بوتا-بوته
- LC – لریبه
- LD – برئا
- LE – مافتِنگ
- LF – موهالس هوئک
- LG – قوتینگ
- LH – نک قچا
- LJ – موکات‌لانگ

### وسایل نقلیه دولتی
- LX – وسایل نقلیهٔ دولتی

### نمایندگی‌های دیپلماتیک
به‌دلیل اختلاف‌هایی میان هیئت‌های خارجی، برخی از آن‌ها برای مدتی از کدهای اختصاصی خود استفاده می‌کردند:
- UKHC – کمیسیون عالی بریتانیا
- UNDP – برنامه توسعهٔ سازمان ملل متحد
- USA – ایالات متحده آمریکا
- WHO – سازمان جهانی بهداشت
- ROC – جمهوری چین (تایوان)
- D – جمهوری فدرال آلمان

سایر نمایندگی‌های دیپلماتیک از کد DC (Diplomatic Corps) استفاده می‌کردند.

## دوران مستعمره باسوتولند
پیش از استقلال لسوتو در سال ۱۹۶۶، کشور با عنوان «مستعمره باسوتولند» تحت حاکمیت بریتانیا قرار داشت. در این دوره، پلاک‌های وسایل نقلیه به صورت منطقه‌ای کدگذاری می‌شدند.
کدهای مربوط به مناطق مختلف به شرح زیر بودند:
BA – ماسرو
BB – بوتا-بوته
BC – لریبه
BD – برئا
BE – مافتنگ
BF – موهالس هوک
BG – قوتینگ
BH – نک قچا
BJ – موکات‌لانگ 
وسایل نقلیه دولتی نیز دارای پلاک‌هایی با پیشوند زیر بودند:
BX – وسایل نقلیه دولتی